# Burlington-Nord—Milton-Ouest
Circonscription électorale fédérale du Canada
Burlington-Nord—Milton-Ouest ((en) Burlington-North—Milton-West) est une circonscription électorale fédérale en Ontario.

## Circonscription fédérale
La circonscription consiste en une partie de la municipalité régionale de Halton, incluant une partie de la ville de Milton, et d'une partie de la municipalité régionale de Halton, incluant une partie de la ville de Burlington.
Les circonscriptions limitrophes sont Milton-Est—Halton Hills-Sud, Oakville-Ouest, Wellington—Halton Hills-Nord, Burlington, et Flamborough—Glanbrook—Brant-Nord.

### Historique
| Législature                                                                                        | Années          | Député | Député             | Parti   |
| -------------------------------------------------------------------------------------------------- | --------------- | ------ | ------------------ | ------- |
| Burlington-Nord—Milton-Ouest issue d'une partie de Milton et d'Oakville-Nord—Burlington avant 2023 |                 |        |                    |         |
| 45e                                                                                                | 2025 – en cours |        | Adam van Koeverden | Libéral |

## Circonscription provinciale
Depuis les élections provinciales ontariennes du 4 octobre 2007, l'ensemble des circonscriptions provinciales et des circonscriptions fédérales sont identiques.